# 開襠褲
開襠褲是指一種无裆的褲子，古人穿著時會在外加上其他衣飾遮掩襠部。東亞傳統開襠褲是不縫合襠部，現代開襠褲則是特意在褲上面開一個洞，只適合嬰兒穿著，通常會連同尿布一起使用。